# Cayo Duilio Longo
Cayo o Gayo Duilio Longo  fue un político y militar romano del siglo IV a. C. perteneciente a la gens Duilia. Tito Livio le da el praenomen Cneo.

## Tribunado consular
Obtuvo el tribunado consular en el año 399 a. C., cuando se celebró por primera vez en Roma un lectisternio. Junto con sus colegas, condujo la guerra contra los veyentes, faliscos y capenates.